# Велосипедна підніжка

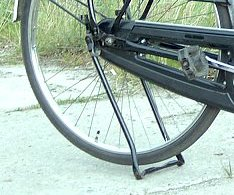
Велосипедна підніжка на голландському дорожньому велосипеді

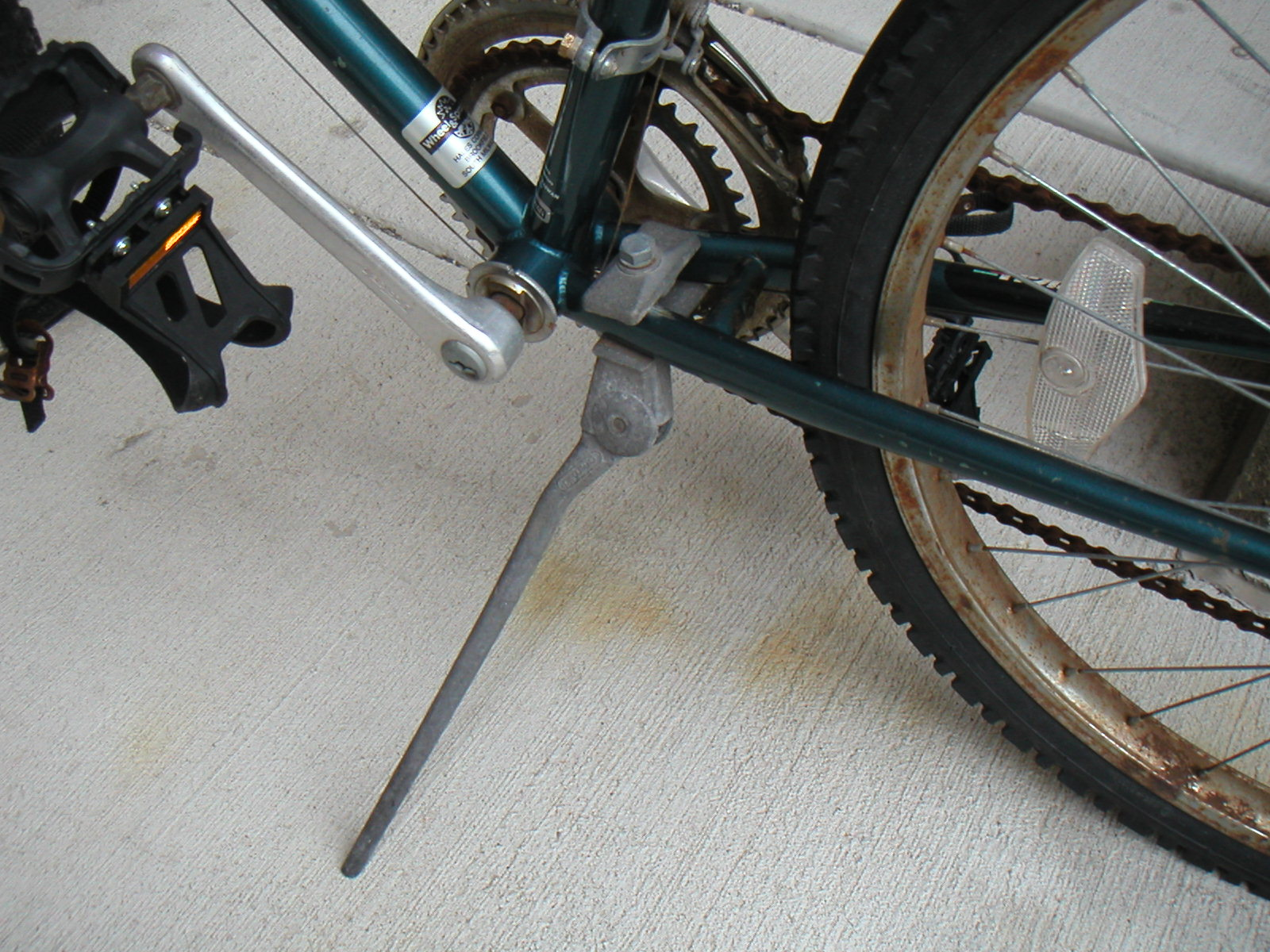
Лита алюмінієва велосипедна підніжка кріпиться до велосипедної каретки

Велосипе́дна підні́жка — це деталь на велосипеді чи мотоциклі, що дозволяє велосипеду бути у вертикальному положенні, не спираючись на інший об'єкт та без допомоги людини. Підніжка — це зазвичай деталь із металу, який відкидається додолу від рами і спирається на землю. Вона зазвичай розташована в середині велосипеда або ззаду. Деякі шосейні велосипеди мають дві: одну позаду, а другу попереду.

## Історія
Найбільш рання відома велосипедна підніжка була розроблена Альбертом Беруа в 1869 році, з того часу конфігурація підніжок були видозмінена неодноразово. Вона була встановлена нижче за кермо та була набагато довша, ніж пізніші проекти. Коротша модель була запатентована Елдоном Гендерсоном у 1926 році. У 1930-ті роки «менша, більш зручна» велосипедна підніжка була розроблена Джозефом Полом Тріном.
У 1891 році, Пардон В Тіллінгаст запатентував форму підніжки, яка була встановлена на педалі, але складалася під педаллю, коли вона не використовувалася.
Велосипедні підніжки на велосипедах вийшли з моди в 1970-х роках, коли велосипеди стали легшими, і чимало велосипедистів переймалися зайвою вагою.

## Типи
Бічна підніжка, що спирається на одну стійку, яка просто повертається на бік, зазвичай із лівого боку, та потім спирається на неї. Бічні стійки можуть бути встановлені на нижніх пір'ях заднього трикутника рами позаду каретки або в районі задньої маточини. Бічні стійки встановлені прямо за кареткою можуть бути прикріплені болтами, або в положенні, коли затискається ланцюг, або на кронштейні між ними, або приварені на місці як невід'ємна частина рами.
Центральна підніжка — це пара ніг або кронштейн, який опускається додолу і при використанні відриває заднє колесо від землі. Центральна підніжка може бути змонтована позаду каретки або на кронштейнах кріплення втулки заднього колеса. Багато мотоциклів оснащені центральною підніжкою на додаток до бічної. Центральна підніжка є корисною, оскільки вона бере на себе більшу вагу мотоцикла із шин під час довгострокового паркування. Також це дозволяє мотоциклісту здійснювати технічне обслуговування таке, як коригування ланцюга без необхідності в додатковому обладнанні. Центральну підніжку встановлюють на мотоциклах «стандарт» і «універсал», але вона відсутня на більшості високопродуктивних спортбайках, щоб зберегти вагу і збільшити дорожній просвіт.
У той же час для тих, хто не використовує велосипедну підніжку, існує флікстенд — це невеликий кронштейн, який перевертається вниз від нижньої труби рами і входить у зчеплення передніх коліс, щоб запобігти обертанню рульового колеса. Таким чином це дозволяє мотоциклу благополучно притулитися до об'єкту без небезпеки падіння на землю. Вони були зроблені Rhode Gear Company в 1970-х і 1980-х роках. У той час як флікстенд не вироблявся більше, Velcro розробила ремінь, який може бути використаний з аналогічним успіхом за допомогою стрічки гальмівного важеля, щоб зафіксувати гальмо або ремінь переднього колеса до нижньої труби.

## Конструкція
Велосипедні підставки можуть бути виготовлені зі сталі або литого алюмінію. Також може бути гумовий ковпачок на кінці.
Велосипедні підставки можуть бути зафіксовані на місці, або вгору, або вниз, декількома способами:
- Під час розгортання пружина розтягується, коли перебуває на півдорозі, але є менш витягнутою, коли вона складена або повністю розгорнута.
- стопорний механізм зазвичай використовує власну пружину.

## Галерея

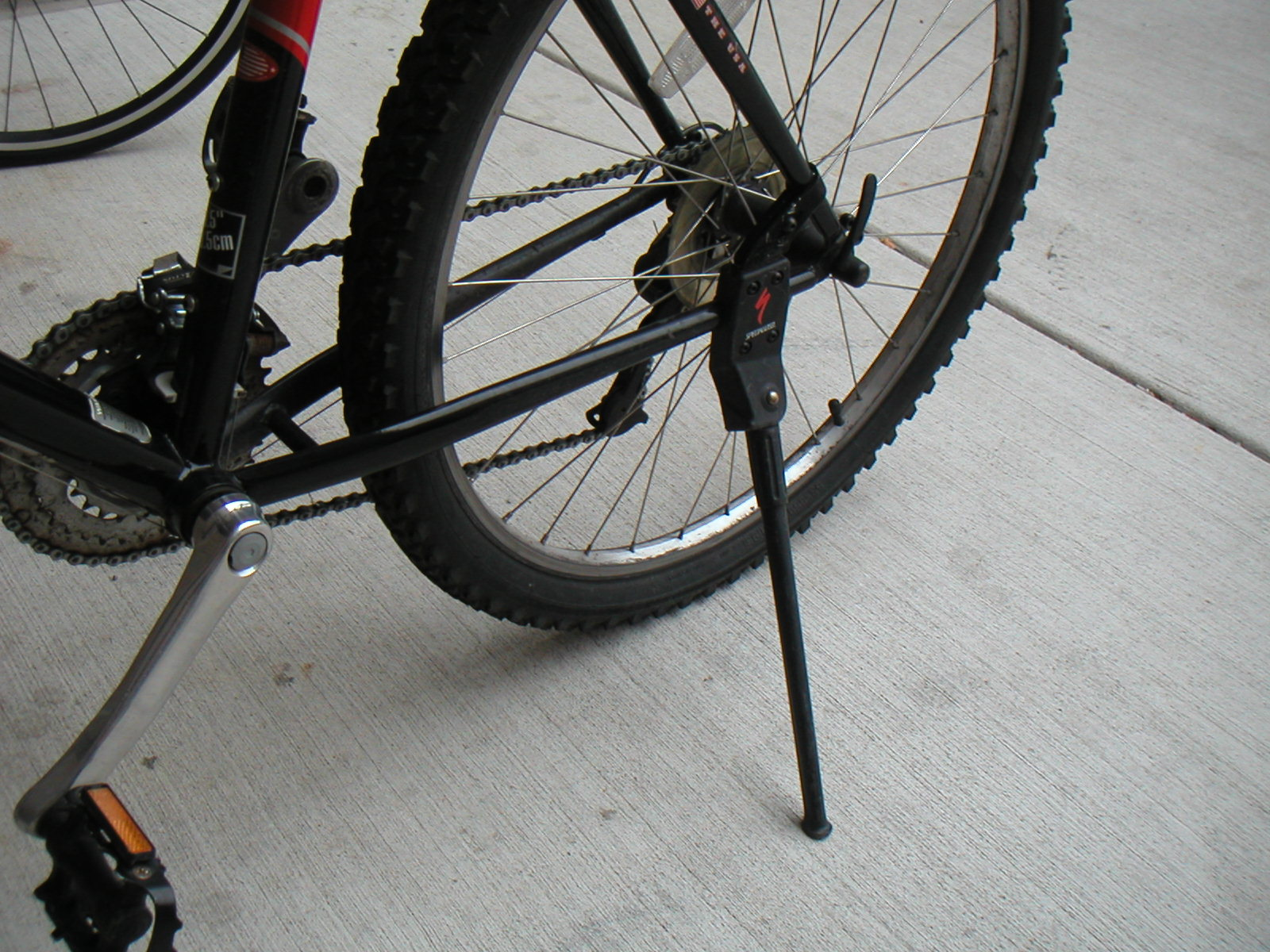
Бічна підніжка кріпиться до маточини заднього колеса перебування та до нижньої частини стійки заднього трикутника
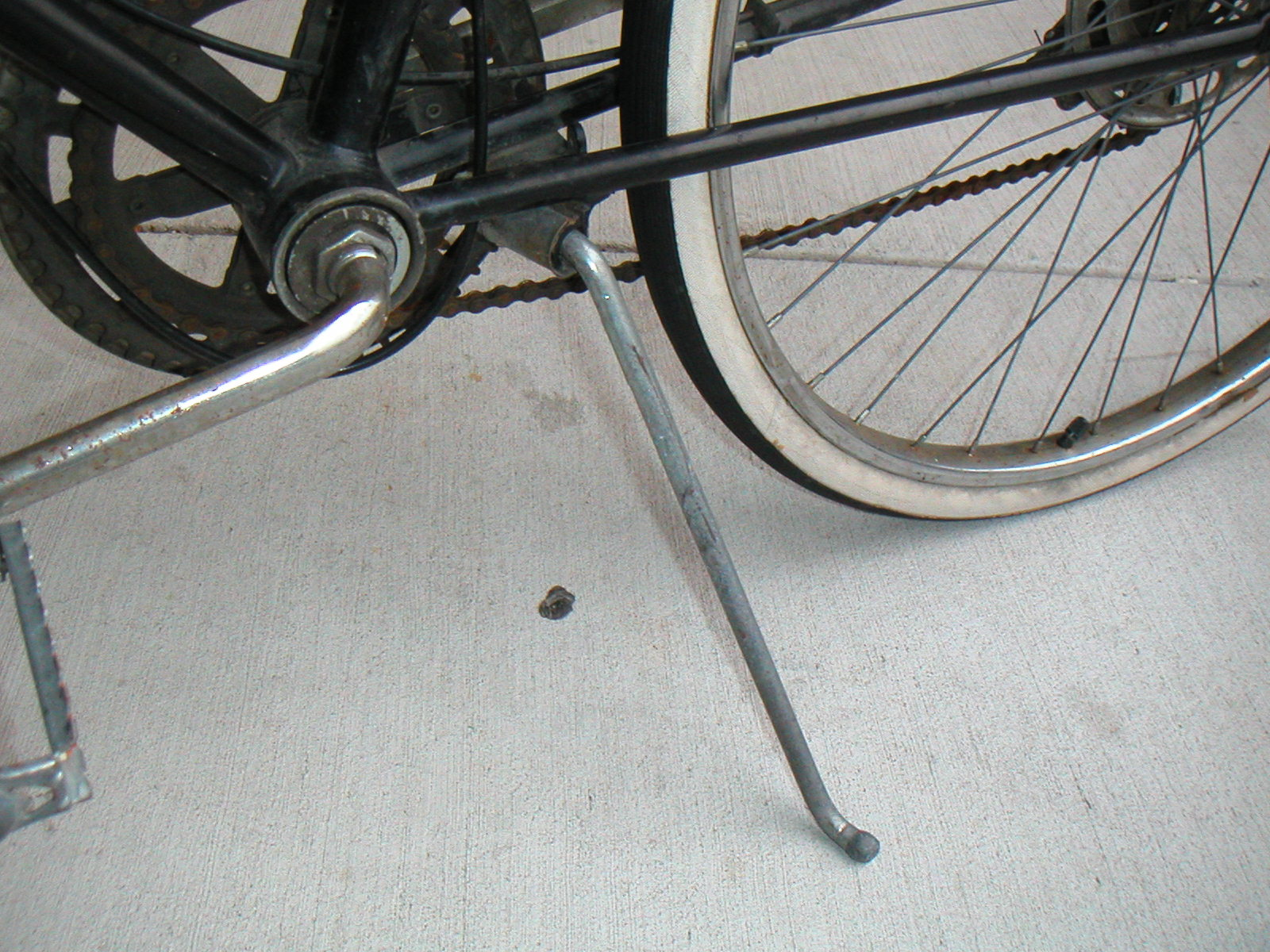
Сталева бічна підніжка інтегрована (зварна) в рамі велосипеда
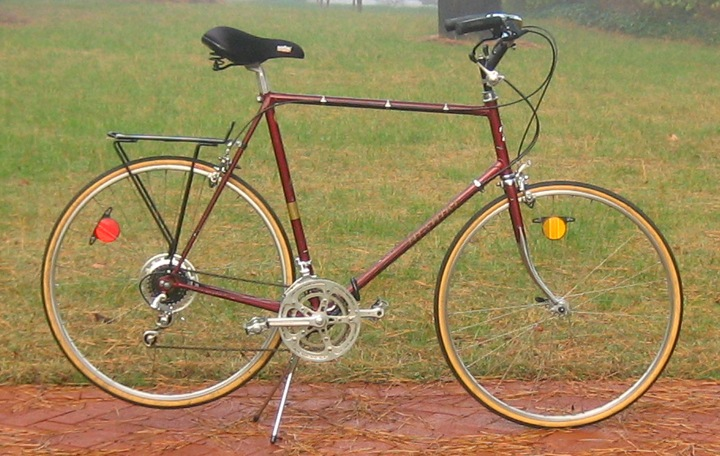
Центральна підніжка під кареткою від Нішикі
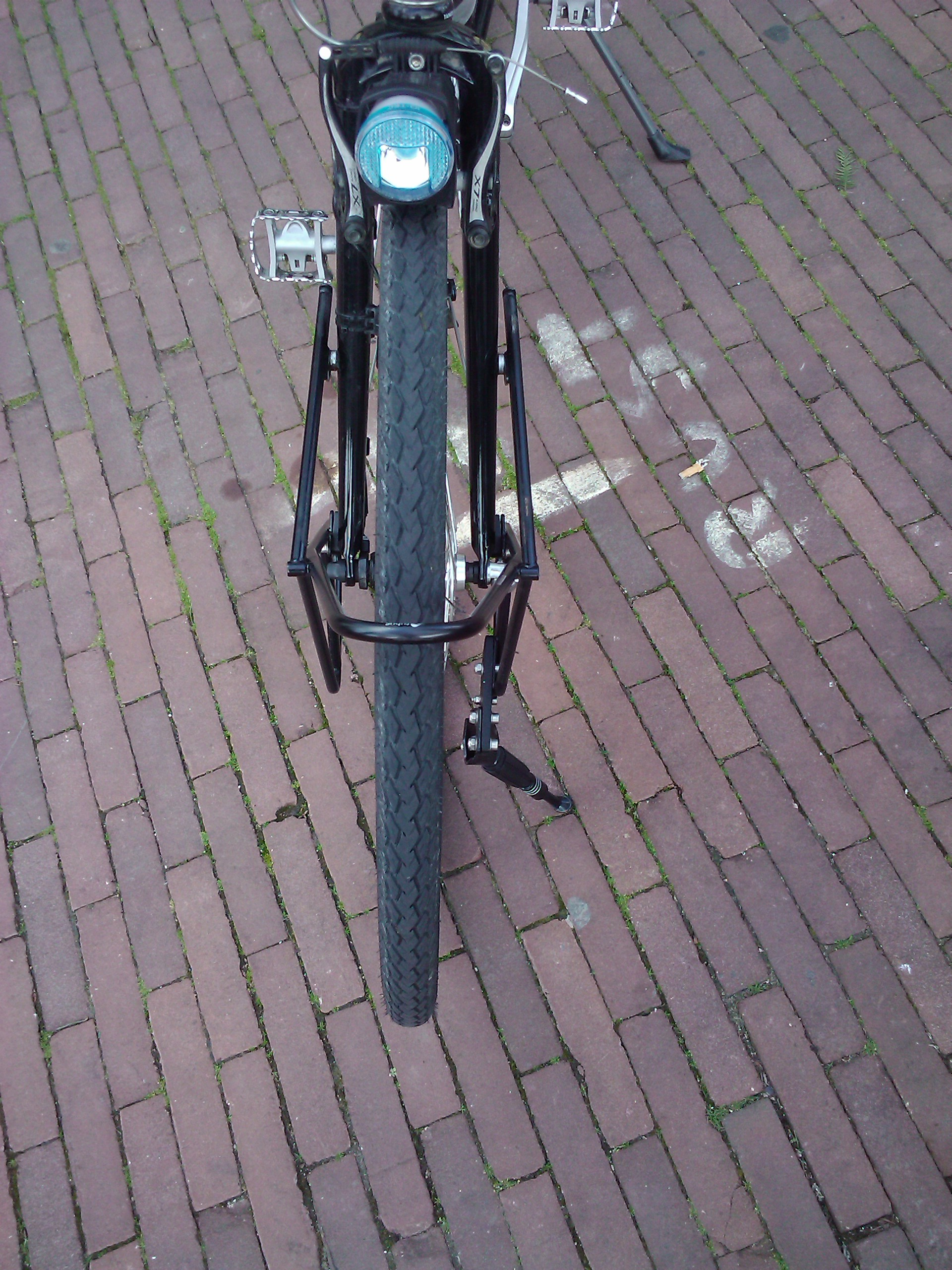
Передня підніжка кріпиться до передньої стійки. Задню підніжку видно на задньому плані
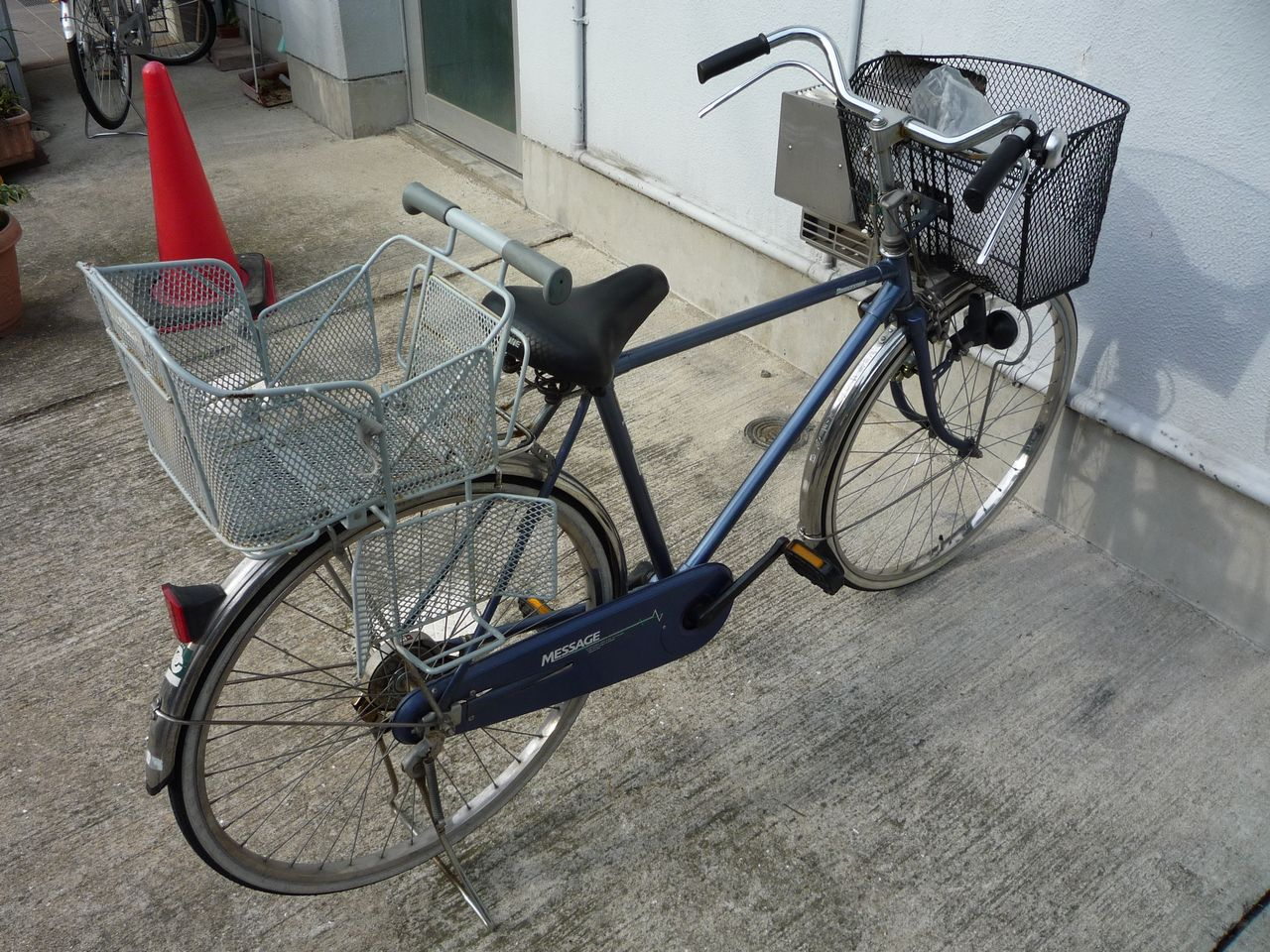
Підніжка в японському стилі велосипедів.